# Anthering
Anthering es un municipio del distrito de Salzburg-Umgebung, en el estado de Salzburgo, Austria, con una población estimada a principio del año 2018 de 3734 habitantes. 
Se encuentra ubicada al norte del estado, cerca de la ciudad de Salzburgo —la capital del estado— y de la frontera con el estado de Alta Austria y Alemania.

## Localidades
El municipio comprende las siguientes localidades (población a 1 de enero de 2018):
- Acharting (216)
- Anthering (1599)
- Anzfelden (28)
- Berg (144)
- Gollacken (187)
- Kobl (34)
- Lehen (1046)
- Ried (59)
- Schönberg (75)
- Trainting (88)
- Wald (77)
- Wurmassing (38)
- Würzenberg (143)